# Carlisle (Pennsylvania)
Carlisle è un comune degli Stati Uniti d'America, capoluogo della contea di Cumberland nello Stato della Pennsylvania. La città fa parte dell'area metropolitana di Harrisburg.